# Badminton-Asienmeisterschaft 1994
Die Badminton-Asienmeisterschaft 1994 fanden vom 6. bis zum 10. April 1994 im Shanghai Gymnasium in Shanghai, China, statt.

## Medaillengewinner
| Disziplin    | Gold                    | Silber                    | Bronze                     |
| ------------ | ----------------------- | ------------------------- | -------------------------- |
| Herreneinzel | Foo Kok Keong           | Liu Jun                   | Park Sung-woo              |
| Herreneinzel | Foo Kok Keong           | Liu Jun                   | Marleve Mainaky            |
| Dameneinzel  | Ye Zhaoying             | Liu Yuhong                | Sun Jian                   |
| Dameneinzel  | Ye Zhaoying             | Liu Yuhong                | Kim Ji-hyun                |
| Herrendoppel | Chen Kang Chen Hongyong | Tan Kim Her Yap Kim Hock  | Huang Zhanzhong Jiang Xin  |
| Herrendoppel | Chen Kang Chen Hongyong | Tan Kim Her Yap Kim Hock  | Jalani Sidek Razif Sidek   |
| Damendoppel  | Ge Fei Gu Jun           | Chen Ying Wu Yuhong       | Peng Xinyong Zhang Jin     |
| Damendoppel  | Ge Fei Gu Jun           | Chen Ying Wu Yuhong       | Jang Hye-ock Shim Eun-jung |
| Mixed        | Chen Xingdong Sun Man   | Wang Xiaoyuan Liu Jianjun | Sandiarto Sri Untari       |
| Mixed        | Chen Xingdong Sun Man   | Wang Xiaoyuan Liu Jianjun | Yoo Yong-sung Jang Hye-ock |

## Herreneinzel

### Hauptrunde
- Mahbubur Rob –  Wim Zau: 15-9 / 15-11
- Chang Jeng-shyuang –  Anh Hoang Nguyen: 15-7 / 15-6
- Teeranun Chiangtha –  Lo Ka Lon: 15-1 / 15-4
- Awangku Norumaizi Pg Othman –  Iong Heng Chi: 17-14 / 15-4
- Tan Sian Peng –  Antonio Mance jr.: 15-11 / 15-6
- Lin Liwen –  Islam Amir: 15-2 / 15-5
- Tam Kai Chuen –  Bhushan Akut: 17-14 / 15-3
- Joaquim Lobo –  Ronnie Caballero: 15-10 / 15-13
- Duminda Jayakody –  Tam Cheng: w.o.
- Malvin Alcala –  Igor Dmitriev: w.o.
- Jaime Llanes –  Ramjee B. Shrestha: w.o.
- Lee Wei-jen –  Iftikhar Hussain: w.o.
- Liu Jun –  Ermadena Hj Talip: 15-1 / 15-5
- Takuya Katayama –  Arolas Amahit: 15-3 / 15-0
- Lioe Tiong Ping –  Malvin Alcala: 15-1 / 15-5
- Mahbubur Rob –  Ma Che Kong: 9-15 / 15-6 / 15-12
- Hu Zhilang –  Patrick Lau Kim Pong: 15-1 / 15-1
- Mohammed Saqib Majeed –  Takuya Takehana: 16-18 / 15-12 / 15-12
- Park Sung-woo –  Zailani Yuin: 15-5 / 15-1
- Kazuhiro Honda –  Jaime Llanes: 15-6 / 15-10
- George Rimarcdi –  Niroshan Wijekoon: 15-6 / 15-11
- Wong Wai Lap –  Zailani Salleh: 15-0 / 15-3
- Yong Hock Kin –  Chang Jeng-shyuang: 15-0 / 15-5
- Xie Yangchun –  Teeranun Chiangtha: 16-17 / 18-14 / 15-3
- Lee Wei-jen –  Awangku Norumaizi Pg Othman: 15-1 / 15-0
- Michael –  Yuzo Kubota: 18-17 / 15-9
- Tan Sian Peng –  Shum Man Kong: 15-8 / 17-14
- Dong Jiong –  Kiran Thapa: 15-3 / 15-5
- Tam Lok Tin –  Rasel Kabir Sumon: 15-12 / 15-5
- Foo Kok Keong –  Thushara Edirisinghe: 15-4 / 15-3
- Takahiro Suka –  Wong Kong Soon: 15-2 / 15-2
- Chen Pang –  Sudip Yonzon: 15-2 / 15-1
- Lin Liwen –  Liu En-hung: 17-15 / 15-5
- Ahn Jae-chang –  Rocky Magnaye: 15-0 / 15-6
- Ge Cheng –  Tam Kai Chuen: 15-1 / 15-7
- Shinji Ohta –  Awang Amran Kambar: 18-14 / 15-4
- Kuan Yang Adrian Tay –  Joaquim Lobo: 15-11 / 15-8
- Marleve Mainaky –  Disilva Aniida: 15-3 / 15-3
- Leung Kwok Fun –  Nabin Shah: w.o.
- Duminda Jayakody –  Kantharoopan Ponniah: w.o.
- Konstantin Dubs –  Tarique Mahmud: w.o.
- Sushant Saxena –  Tahir Javed: w.o.
- Jabbar Farrukh –  Dipankar Bhattacharjee: w.o.
- Tun Tun Zaw –  Oleg Kravchuk: w.o.
- Liu Jun –  Takuya Katayama: 15-1 / 15-1
- Duminda Jayakody –  Leung Kwok Fun: 17-14 / 15-7
- Lioe Tiong Ping –  Mahbubur Rob: 15-11 / 15-7
- Hu Zhilang –  Mohammed Saqib Majeed: 15-5 / 15-6
- Park Sung-woo –  Kazuhiro Honda: 15-12 / 15-10
- Yong Hock Kin –  Wong Wai Lap: 15-10 / 15-10
- Xie Yangchun –  Sushant Saxena: 15-6 / 15-4
- Michael –  Lee Wei-jen: 15-8 / 10-15 / 15-2
- Dong Jiong –  Tan Sian Peng: 15-4 / 15-2
- Foo Kok Keong –  Tam Lok Tin: 15-1 / 15-2
- Takahiro Suka –  Chen Pang: 15-12 / 15-4
- Lin Liwen –  Ahn Jae-chang: 15-11 / 15-12
- Ge Cheng –  Shinji Ohta: 15-9 / 15-6
- Marleve Mainaky –  Kuan Yang Adrian Tay: 15-2 / 15-5
- George Rimarcdi –  Konstantin Dubs: w.o.
- Tun Tun Zaw –  Jabbar Farrukh: w.o.
- Liu Jun –  Duminda Jayakody: 15-4 / 15-4
- Hu Zhilang –  Lioe Tiong Ping: 15-14 / 15-11 / 6-15
- Park Sung-woo –  George Rimarcdi: 15-9 / 9-15 / 15-3
- Xie Yangchun –  Yong Hock Kin: 15-9 / 11-4
- Dong Jiong –  Michael: 15-10 / 13-15 / 15-7
- Foo Kok Keong –  Tun Tun Zaw: 15-4 / 15-12
- Lin Liwen –  Takahiro Suka: 15-0 / 15-0
- Marleve Mainaky –  Ge Cheng: 18-16 / 15-8
- Liu Jun –  Hu Zhilang: 15-7 / 18-17
- Park Sung-woo –  Xie Yangchun: 12-15 / 15-8 / 15-13
- Foo Kok Keong –  Dong Jiong: 15-11 / 6-15 / 15-7
- Marleve Mainaky –  Lin Liwen: 15-8 / 15-10

### Endrunde
|  | Halbfinale | Halbfinale      | Halbfinale | Halbfinale | Halbfinale |  |  | Finale | Finale        | Finale | Finale | Finale |
|  |            |                 |            |            |            |  |  |        |               |        |        |        |
|  |            |                 |            |            |            |  |  |        |               |        |        |        |
|  |            | Liu Jun         | 15         | 4          | 15         |  |  |        |               |        |        |        |
|  |            | Park Sung-woo   | 5          | 15         | 12         |  |  |        |               |        |        |        |
|  |            |                 |            |            |            |  |  |        | Liu Jun       | 13     | 15     | 3      |
|  |            |                 |            |            |            |  |  |        | Foo Kok Keong | 15     | 9      | 15     |
|  |            | Foo Kok Keong   | 15         | 15         |            |  |  |        |               |        |        |        |
|  |            | Marleve Mainaky | 6          | 7          |            |  |  |        |               |        |        |        |
|  |            |                 |            |            |            |  |  |        |               |        |        |        |

## Dameneinzel

### Hauptrunde
- Miwa Kai –  Rajani Joshi Shrestha: 11-1 / 11-1
- Leong Yeng Cheng –  Liao Chih-ying: 11-6 / 11-8
- Chan Oi Ni –  Chen Shwu-ping: 11-2 / 11-3
- Takako Ohta –  Mar Oo Swe: 11-6 / 11-2
- Pornsawan Plungwech –  Shyu Yu-ling: 9-11 / 11-7 / 11-8
- Lee Wai Leng –  Yasintha Liyanage: 11-3 / 11-1
- Sujitra Ekmongkolpaisarn –  Kuak Seok Choon: 11-8 / 7-11 / 11-1
- Aiko Miyamura –  Jaw Hua-ching: 10-12 / 11-8 / 11-4
- Huang Chia-chi –  Thị Liên Dường: 11-0 / 11-3
- Tan Lee Wai –  Saule Kustavletova: w.o.
- Wu I-lun –  Irina Gritsenko: w.o.
- Meiluawati –  Kalpana Rana Shrestha: w.o.
- Ye Zhaoying –  Miwa Kai: 11-8 / 11-0
- Lee Joo Hyun –  Chikako Nakayama: 11-3 / 11-0
- Chan Oi Ni –  Manjusha Kanwar: 11-3 / 11-6
- Ika Heny –  Kaushalya Dissanayake: 11-3 / 11-1
- Sun Jian –  Takako Ohta: 11-2 / 11-5
- Zhang Ning –  Tu Le Hình: 11-2 / 11-2
- Pornsawan Plungwech –  Tan Lee Wai: 11-9 / 11-6
- Masako Sakamoto –  Lee Wai Leng: 8-11 / 11-4 / 11-5
- Lin Xiaoming –  Wu -lun: 11-6 / 11-3
- Cheng Hsiao-fei –  Cheng Yin Sat: 12-9 / 7-11 / 11-5
- Liu Yuhong –  Sujitra Ekmongkolpaisarn: 11-5 / 11-6
- Meiluawati –  Aiko Miyamura: 11-1 / 11-6
- Jihyun Marr –  Li Sze Ka: 11-0 / 11-0
- Huang Chia-chi –  Zamaliah Sidek: 11-2 / 11-0
- Han Jingna –  Hsar Htit Myat: 11-0 / 11-1
- Leong Yeng Cheng –  Elena Kremkova: w.o.
- Ye Zhaoying –  Leong Yeng Cheng: 11-1 / 11-4
- Lee Joo Hyun –  Chan Oi Ni: 11-6 / 11-1
- Sun Jian –  Ika Heny: 11-5 / 11-7
- Lin Xiaoming –  Masako Sakamoto: 4-11 / 12-10 / 11-3
- Liu Yuhong –  Cheng Hsiao-fei: 11-5 / 11-2
- Jihyun Marr –  Meiluawati: 9-11 / 11-7 / 11-0
- Han Jingna –  Huang Chia-chi: 11-3 / 11-2
- Pornsawan Plungwech –  Zhang Ning: w.o.
- Ye Zhaoying –  Lee Joo Hyun: 12-9 / 11-1
- Sun Jian –  Pornsawan Plungwech: 11-1 / 12-11
- Liu Yuhong –  Lin Xiaoming: 1-11 / 11-7 / 11-9
- Jihyun Marr –  Han Jingna: 11-9 / 11-7
- Ye Zhaoying –  Sun Jian: 12-9 / 12-11 / 0-11
- Liu Yuhong –  Jihyun Marr: 11-12 / 11-7 / 11-5
- Ye Zhaoying –  Liu Yuhong: 11-4 / 12-10

### Endrunde
|  | Halbfinale | Halbfinale  | Halbfinale | Halbfinale | Halbfinale |  |  | Finale | Finale      | Finale | Finale | Finale |
|  |            |             |            |            |            |  |  |        |             |        |        |        |
|  |            |             |            |            |            |  |  |        |             |        |        |        |
|  |            | Ye Zhaoying | 11         | 12         |            |  |  |        |             |        |        |        |
|  |            | Sun Jian    | 9          | 11         |            |  |  |        |             |        |        |        |
|  |            |             |            |            |            |  |  |        | Ye Zhaoying | 11     | 12     |        |
|  |            |             |            |            |            |  |  |        | Liu Yuhong  | 4      | 10     |        |
|  |            | Liu Yuhong  | 11         | 11         | 11         |  |  |        |             |        |        |        |
|  |            | Kim Ji-hyun | 12         | 7          | 5          |  |  |        |             |        |        |        |
|  |            |             |            |            |            |  |  |        |             |        |        |        |

## Herrendoppel

### Hauptrunde
- Patrick Lau Kim Pong /  Tan Sian Peng –  Lo Ka Lon /  Joaquim Lobo: 10-6 / 10-0
- Liao Kuo-mao /  Lin Liang-chun –  Islam Amir /  Mohammed Saqib Majeed: 15-4 / 15-6
- Dong Jiong /  Ge Cheng –  Ermadena Hj Talip /  Awangku Norumaizi Pg Othman: 15-2 / 15-3
- Thushara Edirisinghe /  Niroshan Wijekoon –  Arolas Jr Amahit /  Ronnie Caballero: 15-8 / 15-10
- Bhushan Akut /  Vinod Kumar –  Ma Che Kong /  Tam Kai Chuen: 15-11 / 15-4
- Siripong Siripool /  Khunakorn Sudhisodhi –  Kiran Thapa /  Sudip Yonzon: 15-2 / 15-0
- Tony Gunawan /  Rudy Wijaya –  Htein Win /  Tum Tum Zaw: 15-3 / 15-5
- Chen Xingdong /  Liu Jianjun –  Wong Kong Soon /  Zailani Yuin: 15-1 / 15-1
- Zwar Lin Kyaw /  Win Zaw –  Jaime Llanes /  Antonio Mance jr.: 15-11 / 12-15 / 15-8
- Anh Hoang Nguyen /  The Huy Nguyen –  Iftikhar Hussain /  Tariq Mahmood: w.o.
- Chang Jeng-shyuang /  Lee Wei-jen –  Jabbar Farrukh /  Tahir Javed: w.o.
- Leung Kwok Fun /  Tam Lok Tin –  Konstantin Dubs /  Oleg Kravchuk: w.o.
- Takuya Katayama /  Yuzo Kubota –  Dipankar Bhattacharjee /  Sushant Saxena: w.o.
- Hoang Shin-Jad /  Huang Chuan-chen –  Iong Heng Chi /  Tam Cheng: w.o.
- Seng Kok Kiong /  Hadi Sugianto –  Anuraji De Silva /  Duminda Jayakody: w.o.
- Chen Hongyong /  Chen Kang –  Rasel Kabir Sumon /  Mahbubur Rob: 15-5 / 15-3
- Rudy Gunawan /  Imay Hendra –  Liao Kuo-mao /  Lin Liang-chun: 15-8 / 17-15
- Dong Jiong /  Ge Cheng –  Thushara Edirisinghe /  Niroshan Wijekoon: 15-3 / 15-7
- Jalani Sidek /  Razif Sidek –  Malvin Alcala /  Rocky Magnaye: 15-1 / 15-3
- Siripong Siripool /  Khunakorn Sudhisodhi –  Bhushan Akut /  Vinod Kumar: 15-4 / 12-15 / 15-2
- Liu Di /  Zheng Yushen –  Tony Gunawan /  Rudy Wijaya: 15-5 / 7-15 / 15-7
- Liu Yong /  Yang Ming –  Chang Jeng-shyuang /  Lee Wei-jen: 15-4 / 18-13
- Park Sung-woo /  Yoo Yong-bung –  Leung Kwok Fun /  Tam Lok Tin: 15-2 / 15-9
- Chen Xingdong /  Liu Jianjun –  Takuya Katayama /  Yuzo Kubota: 16-18 / 15-6 / 15-11
- Yap Yee Guan /  Yap Yee Hup –  Zwar Lin Kyaw /  Win Zaw: 15-4 / 15-4
- Seng Kok Kiong /  Hadi Sugianto –  Shinji Ohta /  Takuya Takehana: 15-5 / 15-6
- Huang Zhanzhong /  Jiang Xin –  Awang Amran Kambar /  Zailani Salleh: 15-1 / 15-0
- Patrick Lau Kim Pong /  Tan Sian Peng –  Kazuhiro Honda /  Takahiro Suka: w.o.
- Anh Hoang Nguyen /  The Huy Nguyen –  Ahn Jae-chang /  Lee Kwang-jin: w.o.
- Tan Kim Her /  Yap Kim Hock –  Nabin Shah /  Kiran Thapa: w.o.
- Hoang Shin-Jad /  Huang Chuan-chen –  Chan Siu Kwong /  Wong Wai Lap: w.o.
- Chen Hongyong /  Chen Kang –  Patrick Lau Kim Pong /  Tan Sian Peng: 15-4 / 15-4
- Rudy Gunawan /  Imay Hendra –  Dong Jiong /  Ge Cheng: 18-15 / 15-11
- Jalani Sidek /  Razif Sidek –  Siripong Siripool /  Khunakorn Sudhisodhi: 15-4 / 15-4
- Park Sung-woo /  Yoo Yong-bung –  Liu Yong /  Yang Ming: 18-14 / 15-12
- Tan Kim Her /  Yap Kim Hock –  Chen Xingdong /  Liu Jianjun: 15-4 / 15-11
- Hoang Shin-Jad /  Huang Chuan-chen –  Yap Yee Guan /  Yap Yee Hup: 15-11 / 15-12
- Huang Zhanzhong /  Jiang Xin –  Seng Kok Kiong /  Hadi Sugianto: 15-9 / 17-16
- Liu Di /  Zheng Yushen –  Anh Hoang Nguyen /  The Huy Nguyen: w.o.
- Chen Hongyong /  Chen Kang –  Rudy Gunawan /  Imay Hendra: 15-13 / 15-11
- Jalani Sidek /  Razif Sidek –  Liu Di /  Zheng Yushen: 15-9 / 10-15 / 15-2
- Tan Kim Her /  Yap Kim Hock –  Park Sung-woo /  Yoo Yong-bung: 15-0 / 15-1
- Huang Zhanzhong /  Jiang Xin –  Hoang Shin-Jad /  Huang Chuan-chen: 15-8 / 15-7

### Endrunde
|  | Halbfinale | Halbfinale                | Halbfinale | Halbfinale | Halbfinale |  |  | Finale | Finale                   | Finale | Finale | Finale |
|  |            |                           |            |            |            |  |  |        |                          |        |        |        |
|  |            |                           |            |            |            |  |  |        |                          |        |        |        |
|  |            | Chen Hongyong Chen Kang   | 15         | 15         |            |  |  |        |                          |        |        |        |
|  |            | Jalani Sidek Razif Sidek  | 8          | 10         |            |  |  |        |                          |        |        |        |
|  |            |                           |            |            |            |  |  |        | Chen Hongyong Chen Kang  | 15     | 15     |        |
|  |            |                           |            |            |            |  |  |        | Tan Kim Her Yap Kim Hock | 10     | 11     |        |
|  |            | Tan Kim Her Yap Kim Hock  | 15         | 15         |            |  |  |        |                          |        |        |        |
|  |            | Huang Zhanzhong Jiang Xin | 4          | 3          |            |  |  |        |                          |        |        |        |
|  |            |                           |            |            |            |  |  |        |                          |        |        |        |

## Damendoppel

### Hauptrunde
- Aiko Miyamura /  Takako Ohta –  Chen Shwu-ping /  Liao Chih-ying: 15-5 / 15-5
- CJ Ernawati /  Indarti Issolina –  Hsar Htit Myat /  Mar Oo Swe: 15-0 / 15-0
- Lee Wai Leng /  Tan Lee Wai –  Chen Hsiao-li /  Shyu Yu-ling: 18-14 / 15-8
- Jihyun Marr /  Lee Joo Hyun –  Thị Liên Dường /  Tu Le Hình: 15-1 / 15-1
- Plernta Boonyarit /  Pornsawan Plungwech –  Andri /  Grac Diana: 18-13 / 15-12
- Qin Yiyuan /  He Tian Tang –  Huang Chia-chi /  Jaw Hua-ching: 15-2 / 15-4
- Kuak Seok Choon /  Zamaliah Sidek –  Ngan Fai /  Tung Chau Man: 15-12 / 1-15 / 15-11
- Kaushalya Dissanayake /  Yasintha Liyanage –  Rajani Joshi Shrestha /  Kalpana Rana Shrestha: w.o.
- Chen Li-chin /  Tsai Hui-min –  Chan Oi Ni /  Cheng Yin Sat: w.o.
- Chen Ying /  Wu Yuhong –  Kaushalya Dissanayake /  Yasintha Liyanage: 15-1 / 15-2
- CJ Ernawati /  Indarti Issolina –  Aiko Miyamura /  Takako Ohta: 10-15 / 15-0 / 15-8
- Peng Xinyong /  Zhang Jin –  Chan Oi Ni /  Cheng Yin Sat: 15-4 / 18-14
- Lee Wai Leng /  Tan Lee Wai –  Jihyun Marr /  Lee Joo Hyun: 18-15 / 15-3
- Plernta Boonyarit /  Pornsawan Plungwech –  Chen Li-chin /  Tsai Hui-min: 15-6 / 18-16
- Ge Fei /  Gu Jun –  Miwa Kai /  Masako Sakamoto: 15-6 / 15-7
- Kuak Seok Choon /  Zamaliah Sidek –  Qin Yiyuan /  He Tian Tang: 15-12 / 1-15 / 15-11
- Jang Hye-ock /  Shim Eun-jung –  Irina Gritsenko /  Saule Kustavletova: w.o.
- Chen Ying /  Wu Yuhong –  CJ Ernawati /  Indarti Issolina: 15-5 / 15-9
- Peng Xinyong /  Zhang Jin –  Lee Wai Leng /  Tan Lee Wai: 15-6 / 15-3
- Ge Fei /  Gu Jun –  Plernta Boonyarit /  Pornsawan Plungwech: 15-2 / 15-10
- Jang Hye-ock /  Shim Eun-jung –  Kuak Seok Choon /  Zamaliah Sidek: 15-8 / 17-14

### Endrunde
|  | Halbfinale | Halbfinale                 | Halbfinale | Halbfinale | Halbfinale |  |  | Finale | Finale              | Finale | Finale | Finale |
|  |            |                            |            |            |            |  |  |        |                     |        |        |        |
|  |            |                            |            |            |            |  |  |        |                     |        |        |        |
|  |            | Chen Ying Wu Yuhong        | 15         | 15         |            |  |  |        |                     |        |        |        |
|  |            | Peng Xinyong Zhang Jin     | 3          | 9          |            |  |  |        |                     |        |        |        |
|  |            |                            |            |            |            |  |  |        | Chen Ying Wu Yuhong | 11     | 14     |        |
|  |            |                            |            |            |            |  |  |        | Ge Fei Gu Jun       | 15     | 18     |        |
|  |            | Ge Fei Gu Jun              | 15         | 15         |            |  |  |        |                     |        |        |        |
|  |            | Jang Hye-ock Shim Eun-jung | 6          | 8          |            |  |  |        |                     |        |        |        |
|  |            |                            |            |            |            |  |  |        |                     |        |        |        |

## Mixed

### Hauptrunde
- Takuya Katayama /  Masako Sakamoto –  Lu Cheng-chung /  Wu I-lun: 17-16 / 15-4
- Yap Yee Hup /  Zamaliah Sidek –  Swa Lim Kyaw /  Hsar Htit Myat: 15-8 / 15-4
- Khunakorn Sudhisodhi /  Plernta Boonyarit –  Ma Che Kong /  Tung Chau Man: 15-5 / 15-7
- Sandiarto /  Sri Untari –  Zheng Yushen /  Zhang Jin: 15-8 / 12-15 / 15-7
- Tan Kim Her /  Tan Lee Wai –  Tam Kai Chuen /  Ngan Fai: 15-5 / 15-8
- Liu Di /  Ge Fei –  Vinod Kumar /  Manjusha Kanwar: 15-8 / 15-4
- Yap Kim Hock /  Lee Wai Leng –  Yuzo Kubota /  Miwa Kai: 18-13 / 15-12
- Liu Jianjun /  Wang Xiaoyuan –  The Huy Nguyen /  Tu Le Hình: 15-2 / 15-1
- Liu Yong /  Qin Yiyuan –  Siripong Siripool /  Sujitra Ekmongkolpaisarn: 15-5 / 5-15 / 15-11
- Chan Siu Kwong /  Chung Hoi Yuk –  Htein Win /  Mar Oo Swe: 15-4 / 15-6
- Yap Yee Guan /  Kuak Seok Choon –  Shum Man Kong /  Li Sze Ka: 15-2 / 15-6
- Paulus Firman /  S. Herawati –  Kazuhiro Honda /  Chikako Nakayama: 15-9 / 12-15 / 15-8
- Ahn Jae-chang /  Shim Eun-jung –  Igor Dmitriev /  Saule Kustavletova: w.o.
- Jiang Xin /  Gu Jun –  Konstantin Dubs /  Irina Gritsenko: w.o.
- Chen Xingdong /  Sun Man –  Takuya Katayama /  Masako Sakamoto: 15-3 / 15-13
- Yap Yee Hup /  Zamaliah Sidek –  Khunakorn Sudhisodhi /  Plernta Boonyarit: 15-11 / 15-9
- Sandiarto /  Sri Untari –  Ahn Jae-chang /  Shim Eun-jung: 18-17 / 15-12
- Liu Di /  Ge Fei –  Tan Kim Her /  Tan Lee Wai: 15-3 / 15-8
- Liu Jianjun /  Wang Xiaoyuan –  Yap Kim Hock /  Lee Wai Leng: 18-14 / 15-7
- Liu Yong /  Qin Yiyuan –  Chan Siu Kwong /  Chung Hoi Yuk: 9-15 / 15-12 / 17-14
- Jiang Xin /  Gu Jun –  Yap Yee Guan /  Kuak Seok Choon: 15-1 / 15-4
- Yoo Yong-sung /  Jang Hye-ock –  Paulus Firman /  S. Herawati: 15-11 / 15-8
- Chen Xingdong /  Sun Man –  Yap Yee Hup /  Zamaliah Sidek: 15-7 / 15-7
- Sandiarto /  Sri Untari –  Liu Di /  Ge Fei: 4-15 / 15-12 / 15-9
- Liu Jianjun /  Wang Xiaoyuan –  Liu Yong /  Qin Yiyuan: 15-7 / 15-2
- Yoo Yong-sung /  Jang Hye-ock –  Jiang Xin /  Gu Jun: 15-7 / 10-15 / 15-9

### Endrunde
|  | Halbfinale | Halbfinale                 | Halbfinale | Halbfinale | Halbfinale |  |  | Finale | Finale                    | Finale | Finale | Finale |
|  |            |                            |            |            |            |  |  |        |                           |        |        |        |
|  |            |                            |            |            |            |  |  |        |                           |        |        |        |
|  |            | Sandiarto Sri Untari       | 9          | 9          |            |  |  |        |                           |        |        |        |
|  |            | Chen Xingdong Sun Man      | 15         | 15         |            |  |  |        |                           |        |        |        |
|  |            |                            |            |            |            |  |  |        | Chen Xingdong Sun Man     | 15     | 15     |        |
|  |            |                            |            |            |            |  |  |        | Liu Jianjun Wang Xiaoyuan | 1      | 11     |        |
|  |            | Liu Jianjun Wang Xiaoyuan  | 15         | 6          | 15         |  |  |        |                           |        |        |        |
|  |            | Yoo Yong-sung Jang Hye-ock | 6          | 15         | 5          |  |  |        |                           |        |        |        |
|  |            |                            |            |            |            |  |  |        |                           |        |        |        |

## Medaillenspiegel
| Rang   | Land                | Gold | Silber | Bronze | Gesamt |
| ------ | ------------------- | ---- | ------ | ------ | ------ |
| 1      | Volksrepublik China | 4    | 4      | 4      | 12     |
| 2      | Malaysia            | 1    | 1      | 1      | 3      |
| 3      | Südkorea            | 0    | 0      | 3      | 3      |
| 4      | Indonesien          | 0    | 0      | 2      | 2      |
| Gesamt | Gesamt              | 5    | 5      | 10     | 20     |